# قلعه منجنیق
قلعه منجنیق (ترکی استانبولی: Mancınık Kale) قلعه مخروبه‌ای است از عصر هلنیستی در استان مرسین، ترکیه. نام اصلی آن ناشناخته است.
این قلعه در منطقه سلوکیه در استان مرسین، در مختصات ۳۶°۳۱′ شمالی ۳۴°۰۳′ شرقی، حدود ۱۰ کیلومتر به خط مستقیم تا دریای مدیترانه واقع شده است.
بازدیدکنندگان از این مکان جاده را از نارلی‌کویو و جنت و جهنم به سمت شمال دنبال می‌کنند. ۵۰۰ متر آخر مسیر که از جاده به سمت شرق جدا می‌شود، در واقع یک مسیر سخت‌گذر است. این قلعه بر روی صخره‌ای قرار گرفته که به دره شیطان در شرق مشرف است. آدم‌کایالار (که از نظر تاریخی هیچ ارتباطی با قلعه ندارد) ۷ کیلومتر در جنوب شرقی در دیواره شرقی دره واقع شده است.

## تاریخچه
اولین تحقیقات باستان‌شناسی در این محوطه توسط لونت زوراوغلو در سال ۱۹۸۷ انجام شد.
دیوارهای دژ از سنگ‌های چند ضلعی ساخته شده‌اند که ویژگی معماری هلنیستی است. همچنین کتیبه‌های کمی وجود دارد. اگرچه بیشتر اینها پاک شده‌اند، اما چند کلمه را می‌توان خواند. منشأ هلنیستی نیز با رمزگشایی کلمه "oikodomos" تأیید می‌شود.
منطقه سلوکیه در دوران باستان یکی از مهم‌ترین مراکز تمدن هلنیستی در آناتولی بود.